# Bribie Island National Park
Bribie Island National Park är en park i Australien. Den ligger i delstaten Queensland, omkring 56 kilometer norr om delstatshuvudstaden Brisbane.
Närmaste större samhälle är Bongaree, omkring 14 kilometer sydost om Bribie Island National Park. 
I omgivningarna runt Bribie Island National Park växer i huvudsak städsegrön lövskog. Runt Bribie Island National Park är det ganska tätbefolkat, med 120 invånare per kvadratkilometer. Genomsnittlig årsnederbörd är 1 434 millimeter. Den regnigaste månaden är januari, med i genomsnitt 283 mm nederbörd, och den torraste är oktober, med 22 mm nederbörd.